# Джон Лаудон Макадам
Джон Лаудон Макадам (англ. John Loudon McAdam; 21 вересня 1756, Ер, Шотландія — 26 листопада 1836, Моффат, Шотландія) шотландський інженер-будівельник. Винайшов ефективний та економічний метод будівництва дорожніх покриттів.

## Ранній період життя
Джон Макадам народився у містечку Ер, (Шотландія). Він був наймолодшим з десяти дітей і другим сином своїх батьків. Оригінальне сімейне прізвище було Макґрегор, але з політичних міркувань у часи регентства короля Якова І було змінене на Макадам (з натяком на походження від біблійного Адама) .
У 1770 році Джон переїхав до Нью-Йорку і, працюючи торговцем у свого дядька в часи американської революції, заробив досить статків, щоб після повернення до Шотландії у 1783-му купити собі маєток.

## Кар'єра

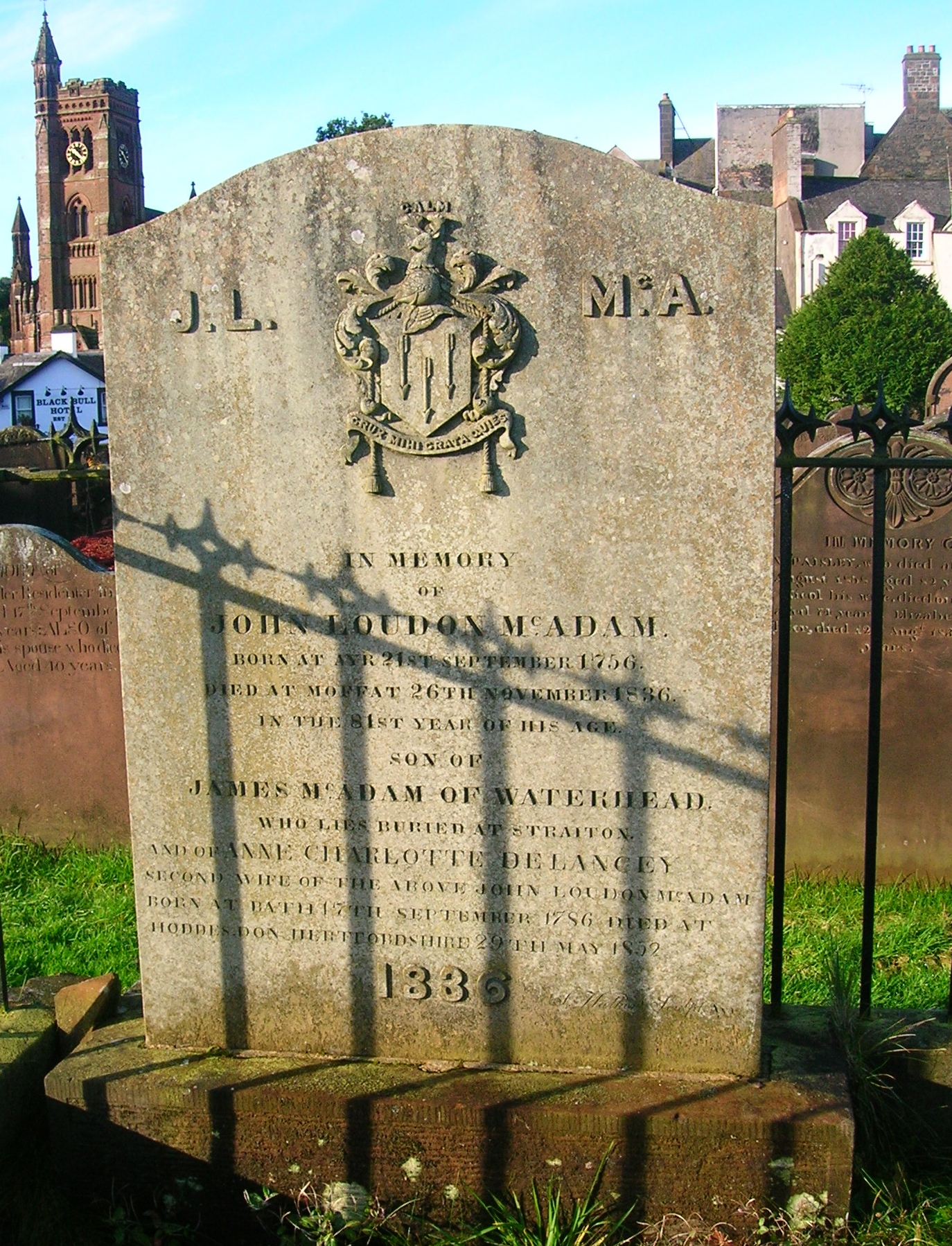
Надгробний камінь на могилі Джона Макадама

Макадам обійняв посаду довіреної особи на платних дорогах графства Ершир у 1783 і наступні десять років був задіяний у щоденному догляді за існуючими дорогами та у будівництві нових доріг. У 1802 році він переїхав до Бристоля, де обійняв посаду інспектора у Бристольській корпорації. Свої ідеї щодо дорожнього будівництва Макадам виклав у зверненнях до парламенту у 1810, 1819 та 1823 роках. У двох трактатах (англ. Remarks on the Present System of Road-Making, 1816 та англ. Practical Essay on the Scientific Repair and Preservation of Roads, 1819) Джон вказував, що поверхня дороги повинна підніматися над місцевістю, а дорожній одяг має складатися з окремих раціонально дібраних шарів каменю та гравію.
1816 року Макадам був також призначений інспектором тресту платних доріг у Бристолі, де він вирішив реконструювати ввірені йому дороги, вклавши суміш дробленого каменю та гравію на міцну основу з крупнорозмірного каменю. Двосхилий поперечний профіль дороги забезпечував швидке відведення дощової води по поверхні дороги, мінімізуючи просочення води до основи дорожнього одягу. Цей метод, найбільш прогресивний з римських часів, став відомий як «макадамізація», або, спрощено, «макадам».
Метод «макадам» швидко поширився світом. Перші макадамні дороги в Північній Америці були споруджені в 1830-х роках і більшість доріг в Європі були перевлаштовані на макадамні до кінця 19 століття.
Хоча Макадам отримував на початку 1820-х 5 тисяч фунтів стерлінгів, професійні заздрісники змогли зменшити його платню до двох тисяч у 1827 році.

## Смерть та спадкоємці
Макадам помер у Моффаті, повертаючись додому з Годдесдону, графство Гартфордшир, після традиційного літнього візиту до Шотландії. Три сини Джона, а згодом і четверо онуків наслідували його фах і брали участь у керівництві платними дорогами Англії. Його другий син, Джеймс Ніколь Макадам, за прозвищем «Дорожній Колос», був посвячений у лицарі за його вклад у роботу трестів. За переказами, таке ж посвячення було запропоновано самому Джону Макадаму, але він його відхилив.